# Conurbação Malta-Condado
A Conurbação Malta-Condado é resultante do processo de junção do município de Malta com Condado dentro da Região Metropolitana de Patos.
De acordo com a estimativa 2018 do IBGE, Malta tem uma população de 5.766 habitantes, enquanto Condado tem 6.649 habitantes. Os municípios juntos totalizam uma população de 12.415 habitantes.